# Hafen von Baku
Der Hafen von Baku ist ein Seehafen in der Bucht von Baku, an der Küste der Stadt Baku, Aserbaidschan. Der Haupteingang liegt am Neftçilər prospekti.

## Geschichte
Der Hafen von Baku wurde 1902 gebaut und ist nach eigenen Angaben der größte und verkehrsreichste Hafen am Kaspischen Meer. Er gilt als das wichtigste maritime Tor zu Aserbaidschan. Der Hafen wird ohne Unterbrechung betrieben und ist ein Transitpunkt im europäisch-asiatischen Handel, der im Rahmen des im Mai 1993 in Brüssel beschlossenen Verkehrskorridors Europa-Kaukasus-Asien gefördert wird.
In den wärmeren Perioden von April bis November, wenn die russischen Binnenwasserstraßen schiffbar sind, ist der internationale Seehafen Baku für Frachtschiffe aus westeuropäischen und Mittelmeerhäfen zugänglich. Da Aserbaidschan immer mehr Energieressourcen exportiert, die vor allem im Offshore-Bereich liegen, wird die Explorations- und Erschließungsausrüstung über den Hafen von Baku angeliefert.
Er gehörte zu den führenden Häfen der Welt und war der größte des Russischen Reiches, was den Fracht- und Passagierverkehr betraf. Zu den wichtigsten Handelsgütern im Hafen von Baku und anderen Häfen am Kaspischen Meer, wie Astrachan, Krasnowodsk (dem heutigen Türkmenbaşy); Port-Petrowsk (dem heutigen Machatschkala) und iranischen Häfen, gehörten verschiedene Arten von Trockenfracht, wie Baumwolle, Obst und Zucker. Bereits im Jahr 1900 erreichte der jährliche Frachtverkehr 6,5 Millionen Tonnen (rund 400 Millionen russische Pud), und 1912 beförderte der Hafen insgesamt 157.779 Passagiere. Auch das Russische Reich nutzte das Transitpotenzial des Hafens von Baku: Rund 38,1 Millionen Pud wurden als Transitfracht durch den Hafen von Baku befördert. Nach Erlangung der Unabhängigkeit knüpfte die Republik Aserbaidschan enge wirtschaftliche Beziehungen zu den Nachbarländern. Im Jahr 1998 veranstaltete die Stadt Baku eine internationale Konferenz über die Historische Seidenstraße, um diese alte Handelsroute wiederzubeleben und die Grundlagen für weitere Integrationsprozesse mit den beteiligten Ländern zu schaffen.

## Terminals
Der Hafen besteht aus dem Hauptfrachtterminal, dem Dubendy Oil Terminal, dem Fährterminal und dem Passagierterminal. Die Umschlagskapazität des Hafens ist ständig gewachsen und beträgt derzeit 15 Millionen Tonnen flüssiges Massengut und 10 Millionen Tonnen Trockenfracht.
Der Hauptfrachtterminal hat 6 Liegeplätze mit einer Gesamtlänge von 866 Metern. Sie sind mit 16 Portalkränen mit einer Hebekapazität von bis zu 40 Tonnen ausgestattet. 8 Kilometer Stichgleise sorgen für einen pünktlichen Umschlag der Fracht. Im Containerterminal werden jährlich 100.000 Container umgeschlagen. Der Fähr- und Passagierterminal dient der Beförderung von Reisenden und Gütern nach Turkmenbashi, Aktau, Oily Rocks und zu iranischen Häfen. Zur Hafenflotte gehören etwa 20 Schiffe.
Gemäß dem am 18. März 2007 unterzeichneten Erlass des Präsidenten der Republik Aserbaidschan über den Bau eines neuen internationalen Seehafenkomplexes in Baku wird der bestehende Seehafen nach dem Bau eines neuen Hafenkomplexes in der Siedlung Alat, 65 km südlich von Baku, vollständig abgerissen werden. Der neue Hafen wird Stückgut- und Passagierterminals, Umschlag- und RoRo-Einrichtungen, einen Eisenbahnfährterminal, der die Häfen von Aktau und Turkmenbashi verbindet, sowie ein internationales Logistikzentrum umfassen. Der Grundstein für den neuen Hafenkomplex wurde im November 2010 gelegt.

## Alat
Der neue Hafen von Baku in Alat ist ein Verkehrsknotenpunkt, der den Westen (Türkei und EU), den Süden (Iran und Indien) und den Norden (Russland und Nordeuropa) verbindet. Durch seine Lage in der Nähe der Regionen Aserbaidschans wird er auch seine Konnektivität als effizientes Drehkreuz verbessern und so den Güterumschlag steigern. Darüber hinaus ist der neue Hafenstandort an bestehende Autobahnen und Eisenbahnlinien angeschlossen, die den Hafen mit den Binnenregionen des Landes verbinden. Es gibt drei internationale Eisenbahnstrecken nach Aserbaidschan, die alle in Alat zusammenlaufen:
- Im Nordwesten, über Baku nach Russland
- Im Westen durch Georgien bis zur Küste des Schwarzen Meeres und zur Türkei.
- Nach Süden und in das Grenzgebiet zum Iran.

## Bilder

Internationaler Seehafen Baku
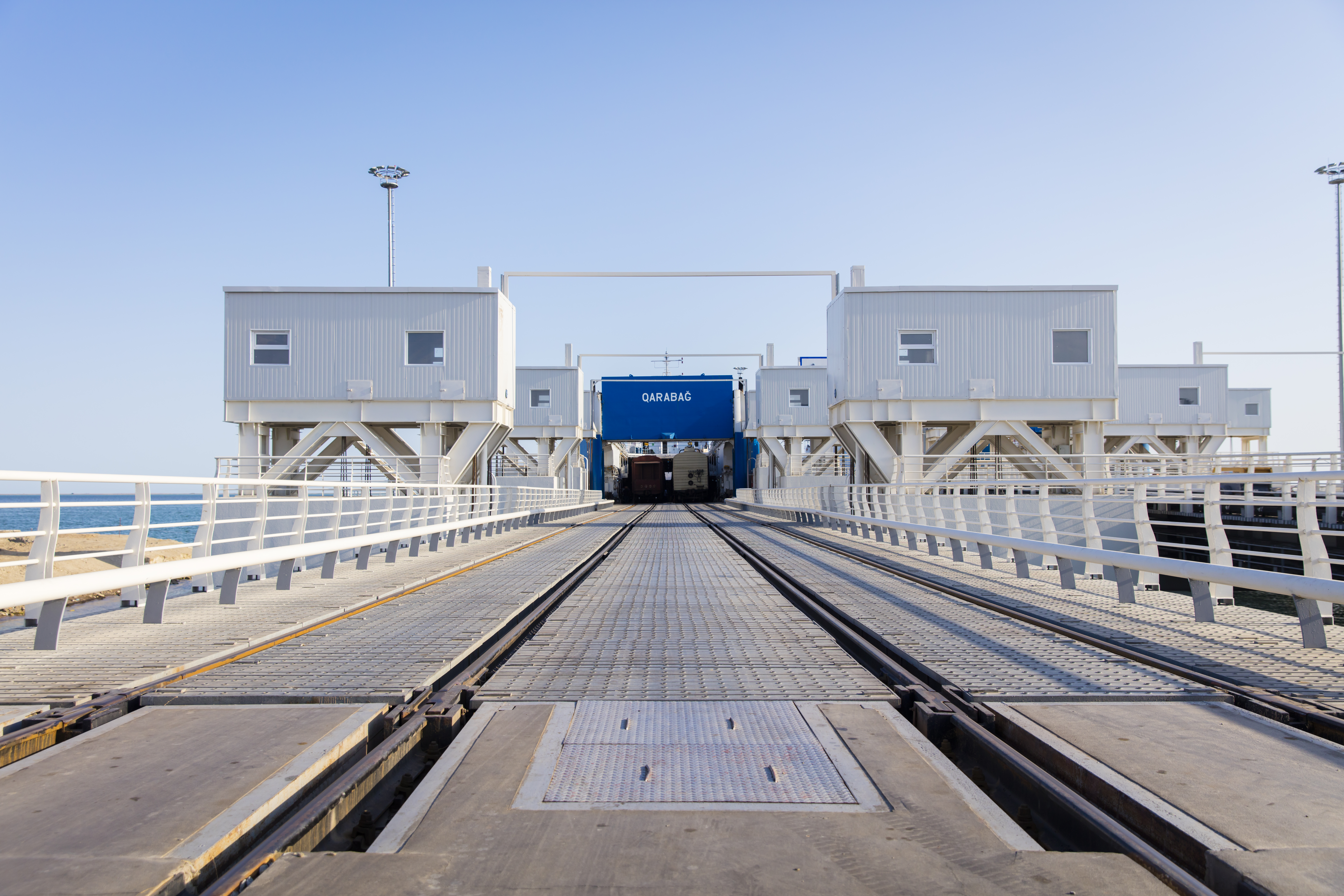
Der neue Hafen in Baku bei Alat
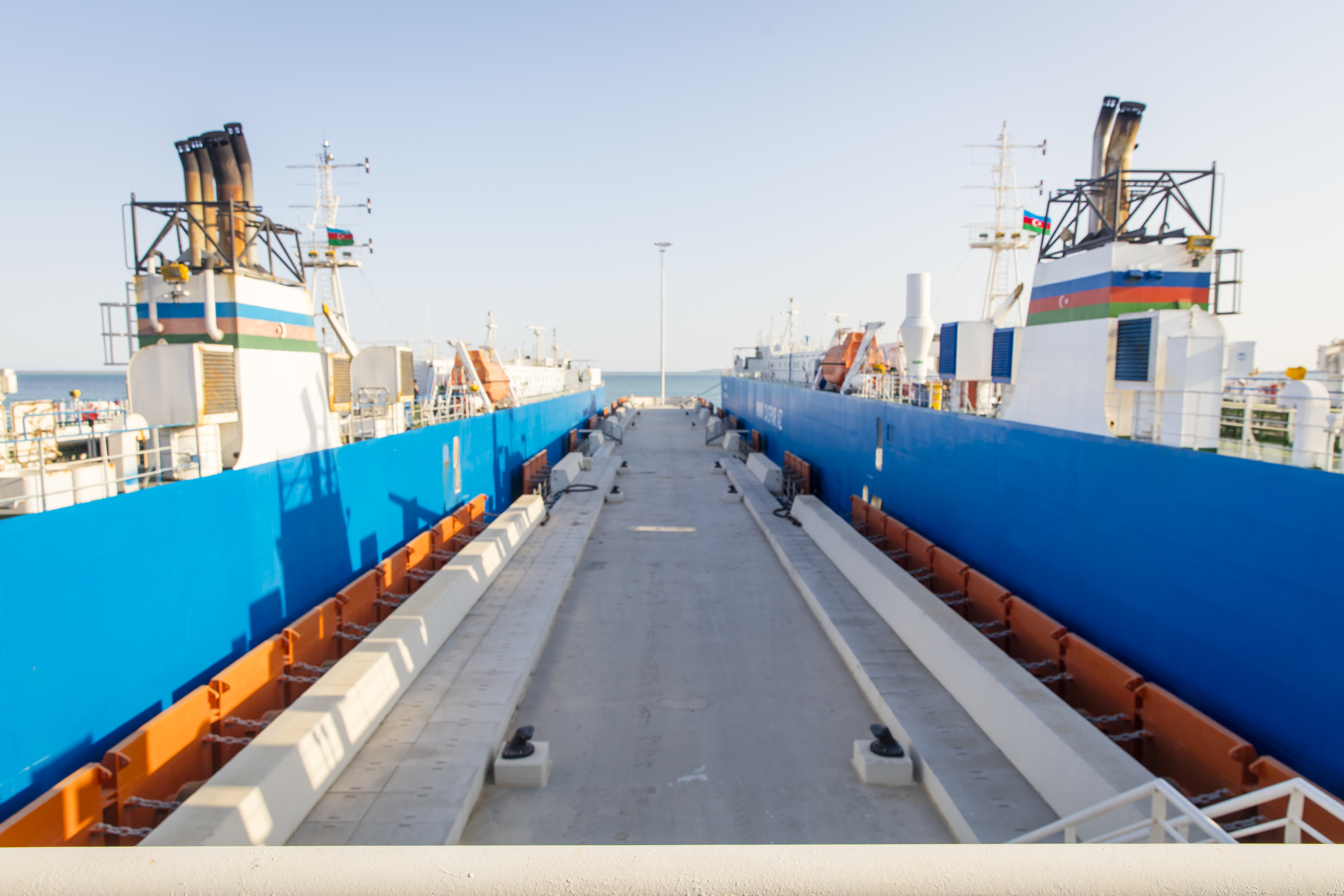
Der neue Hafen in Baku bei Alat
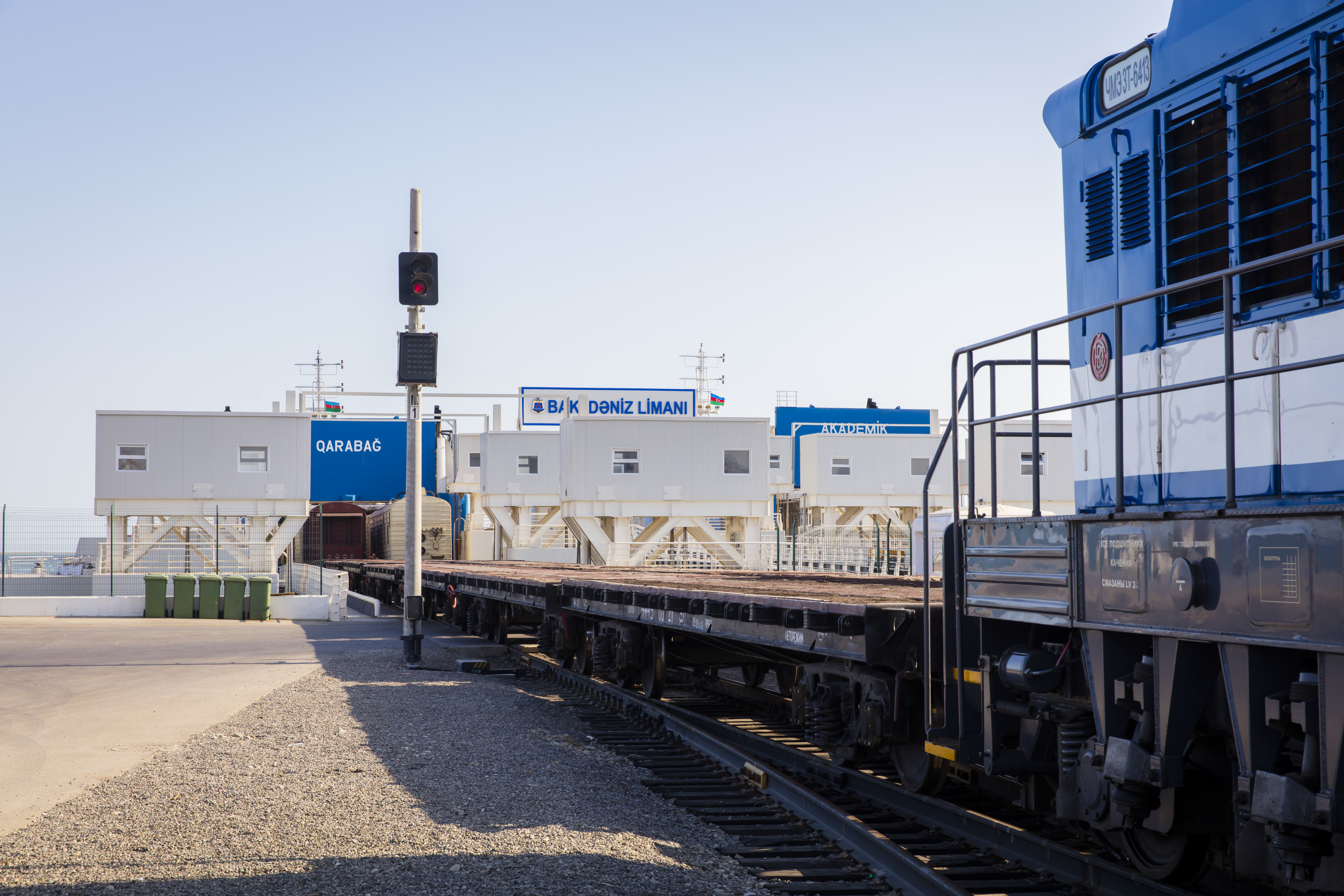
Der neue Hafen in Baku bei Alat
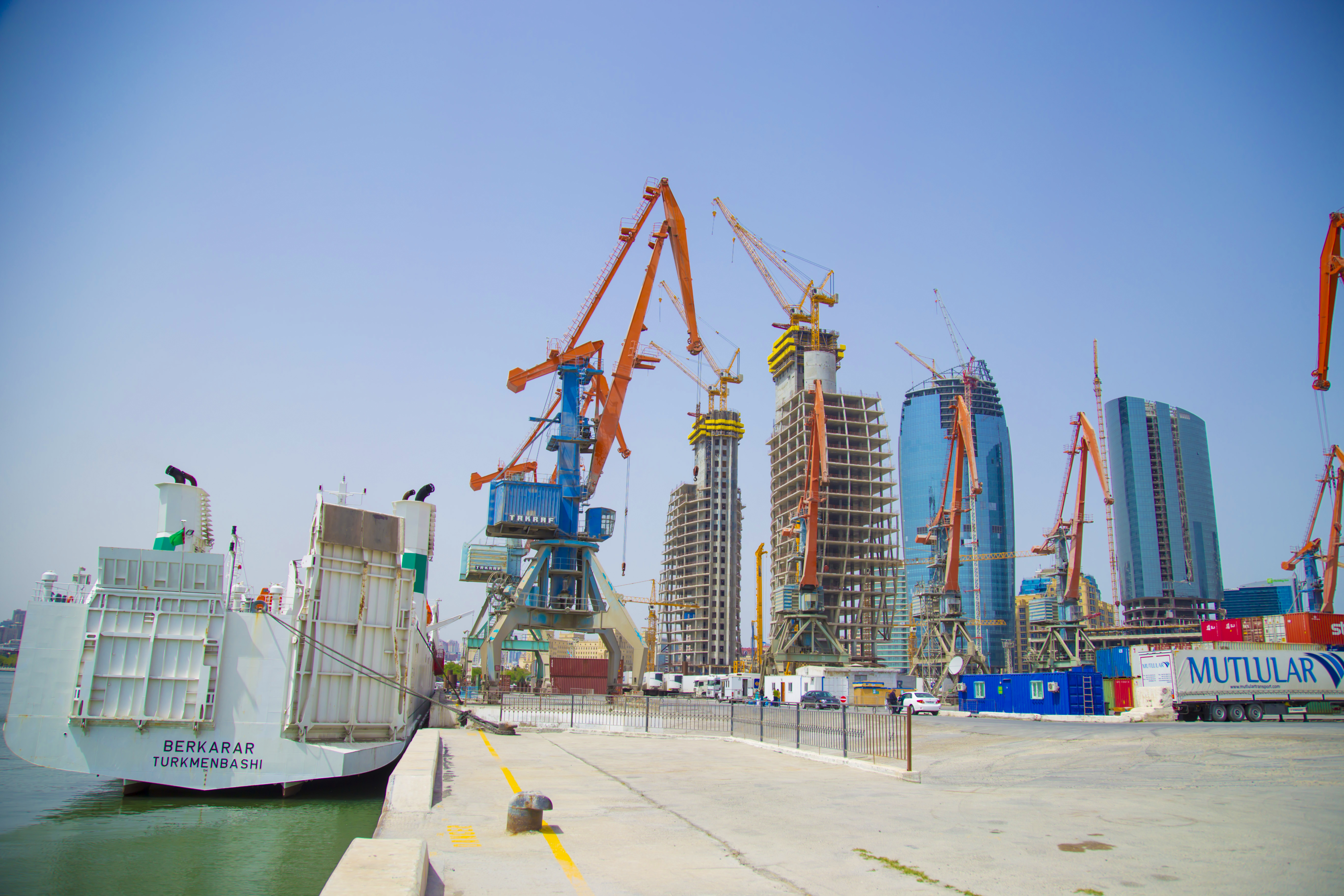
Hauptfrachtterminal
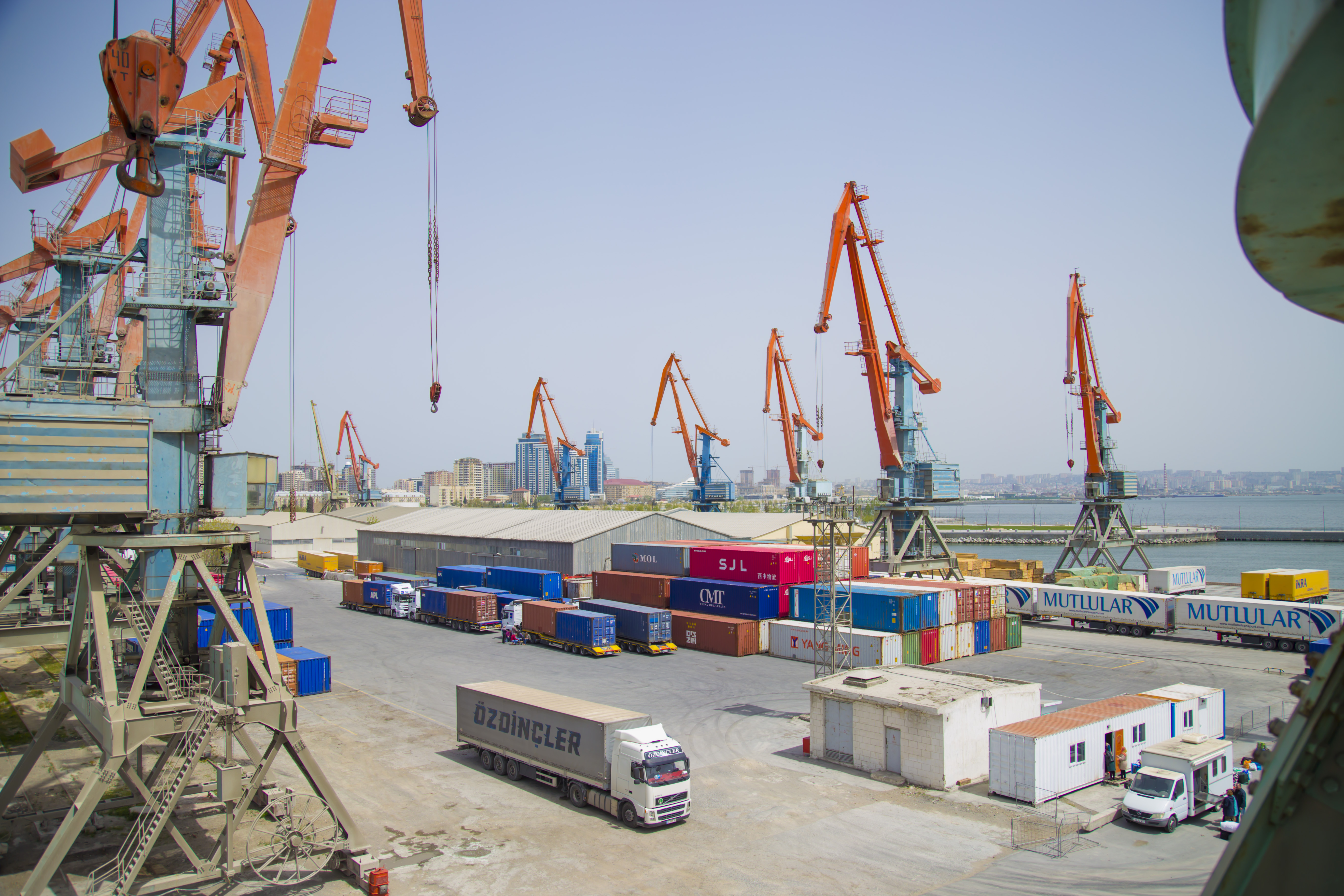
Hauptfrachtterminal
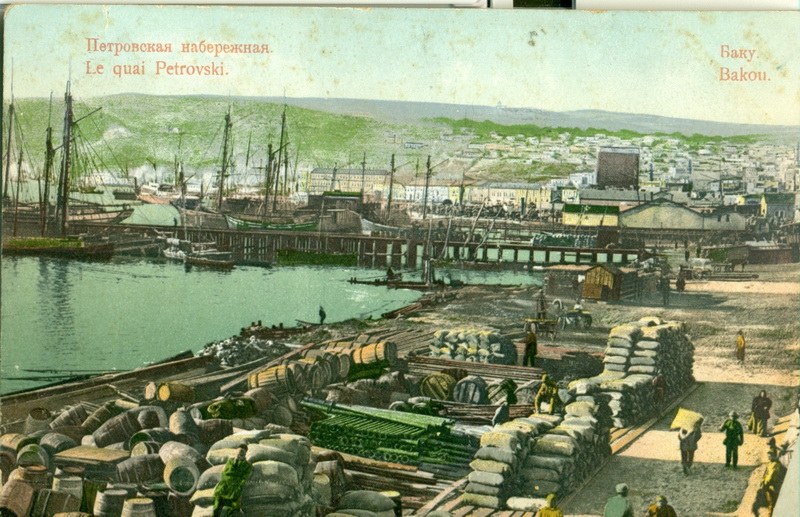
Hafen Baku im Jahr 1900